# Solanum depauperatum
Solanum depauperatum är en potatisväxtart som beskrevs av Michel Félix Dunal. Solanum depauperatum ingår i släktet skattor som ingår i familjen potatisväxter. Inga underarter finns listade i Catalogue of Life.